# 琵琶
琵琶，是東亞傳統彈撥樂器，在中国已經有2000多年的歷史，最早被稱為「琵琶」的樂器大約在秦朝時期出現的。在唐朝以前，琵琶也是漢語裡對所有短頸魯特琴族（又稱琉特屬）彈撥樂器的總稱。
在古代，琵琶有四弦琵琶（曲颈琵琶）和五弦琵琶（直颈琵琶）两种，其中五弦琵琶后来逐渐失传，不再使用，但在敦煌壁画上经常可以看到飞天弹奏此种乐器；而四弦琵琶则在中国和日本发展出了多种类型，并且很多至今仍在演奏。四弦琵琶（曲颈）与西亚的乌德琴和欧洲的鲁特琴有着共同的起源，其形状也非常相似。它的共鸣箱呈现为像竖着切开的半个蛋形，并连接着一根琴颈，琴头（弦轴部分）以近乎直角向后弯曲，形成了这一乐器的典型外观。五弦琵琶（直颈）则被认为起源于印度，琴头不弯曲，而是直线延伸。唯一现存的五弦琵琶实物收藏于宫内厅正仓院北院，即「螺钿紫檀五弦琵琶」。
中國琵琶傳到東亞其他地區，發展成日本琵琶、朝鮮琵琶、越南琵琶和琉球琵琶。

## 歷史起源
琵琶的起源不詳，其外型與魯特琴、波斯魯特琴及烏德琴類似，可能源自共同的祖先。虽然实物已不复存在，但在萨珊王朝波斯遗址出土的工艺品浮雕装饰中，常见到类似琵琶的乐器。这些乐器的弦轴向后弯曲，演奏时多使用拨子弹奏，被称为「巴尔巴特」（Barbat）。这种乐器被认为是四弦琵琶、乌德琴和鲁特琴的祖先。据推测，巴尔巴特在前汉时期传入中国。
中國古代記錄對它的起源有多種猜測，杜摯認為源自秦朝末年；劉熙認為這種樂器起源自游牧的胡人，可能是自中亞或西亞傳入；一說是汉朝乌孙公主的发明。
在漢朝時已經成為中國常見樂器，在魏晉南北朝之前，琵琶可以用來泛指所有彈撥樂器。在唐代時，由龜茲傳入曲頸琵琶。現代的琵琶為改良後的曲項琵琶，在明朝定型。

## 各地發展

### 中國

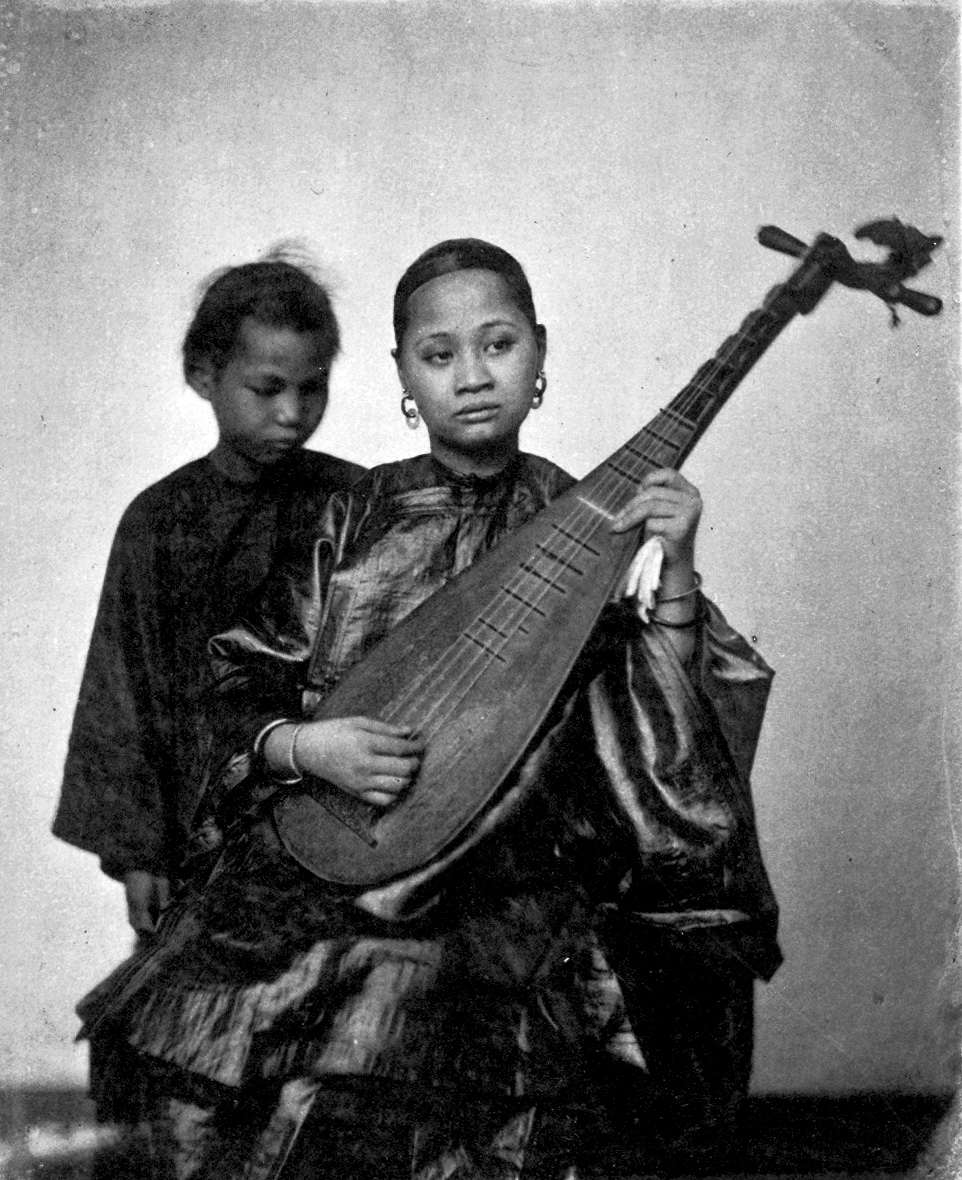
1870年代的演奏者。

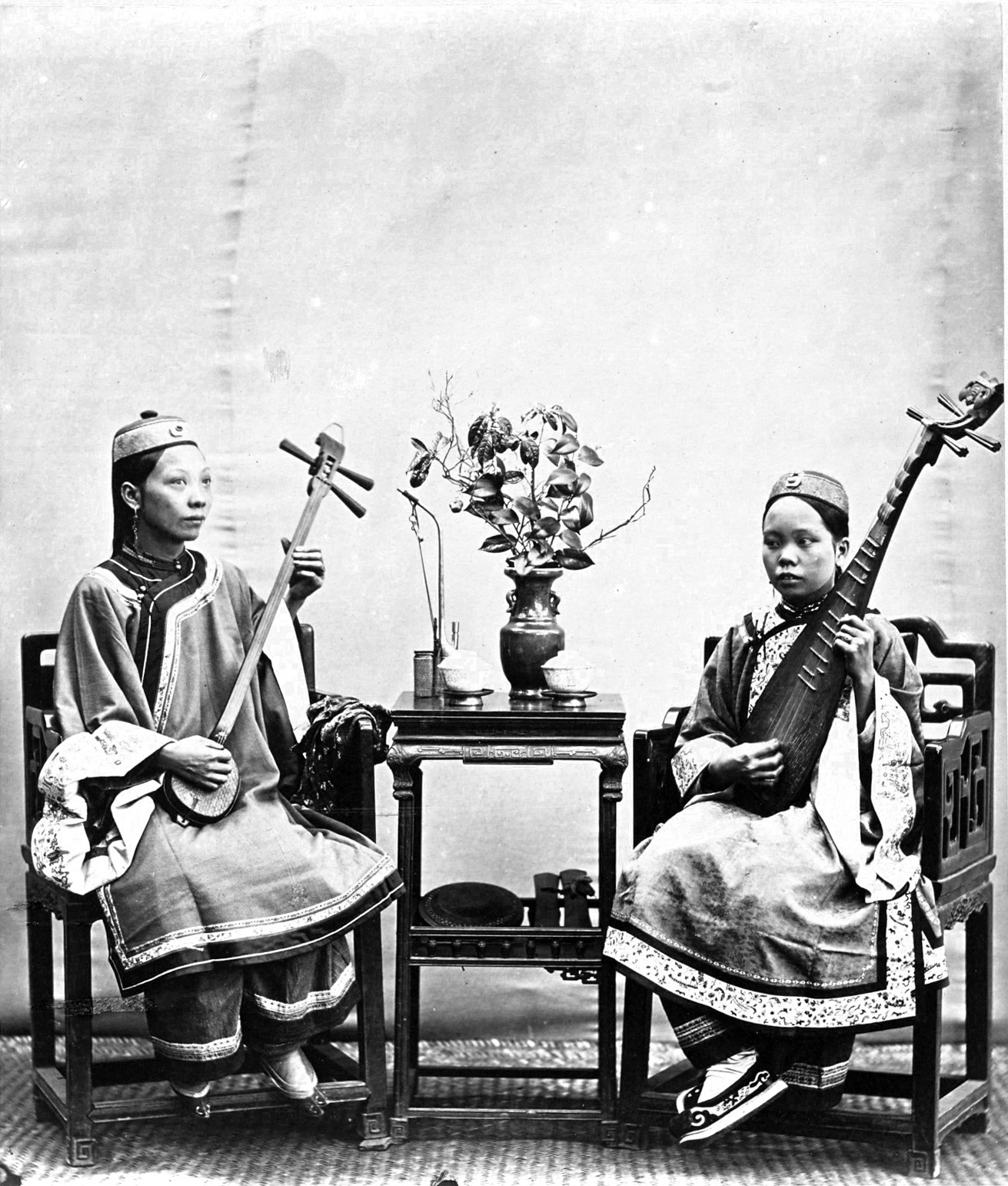
十九世纪的
三弦和琵琶演奏者。

「琵琶」一词最早见于东汉应劭《风俗通义》中的《声音》篇。此外，根据刘熙的《释名·释乐器》中：“批把本出于胡中，马上所鼓也。推手前曰批，引手却曰把，象其鼓时，因以为名也。”意即批把是骑在马上弹奏的乐器，向前弹出称做批，向后挑进称做把（最基本的彈撥技巧）；根据它演奏的特点而命名为“批把”。在古代，敲、击、弹、奏都称为鼓。当时的游牧人骑在马上好弹琵琶，因此为“马上所鼓也”。
唐朝以前，琵琶是所有弹拨乐器的总称。具体何时传入中国尚不明确，但西晋傅玄的《琵琶赋》（《初学记》和《通典》均引用过）中的传说表明，琵琶可能在秦朝时由修筑长城的工人演奏，或是由西汉乌孙公主为方便在马上演奏而发明。然而，从这些记述来看，当时称为“琵琶”的乐器与现在的琵琶不同，琴身为圆形，似乎更接近阮咸乐器。秦漢琵琶屬於直項琵琶，所謂「直項」，是指樂器的琴柄畢直。秦漢琵琶琴身呈圓盤狀，西晋時竹林七賢中的阮咸善於演奏琵琶，所以後世稱這種樂器為阮咸。
唐代的琵琶与现今日本的乐琵琶形状几乎相同。在音乐理论日益完善的过程中，琵琶的调弦方法也有多种规定，被广泛用于各种合奏中。琵琶的记谱法也逐渐确立，成为宫廷音乐和民间音乐中的重要乐器，无论是合奏、独奏，还是歌唱的伴奏，琵琶都广受喜爱。白居易的《琵琶行》脍炙人口，据说杨贵妃也精通琵琶演奏。在隋唐九、十部乐中，曲项琵琶是主要乐器，对盛唐歌舞艺术的发展起了重要作用。唐社佑《通典》云：“坐部伎即燕乐，以琵琶为主，故谓之琵琶曲。”
清代使用的琵琶与唐代的不同，形状更接近日本的盲僧琵琶。虽然弦的数量没有变化，但品位增加了，达到了14个。演奏时不再使用拨子，而是用铲形的义甲（类似于拨片）弹奏。此后，中国继续使用这种形制的琵琶，主要用于民间歌谣的伴奏。
进入20世纪，琵琶演奏家、作曲家刘天华（1895-1932）开始创作琵琶独奏曲。到了1950年代，琵琶经过进一步改良，形成了现代的琵琶。现代琵琶有4根金属弦，31个品位，可以演奏半音音阶。演奏时融合了吉他的技巧，使用右手的全部手指，通过指甲或假指甲发出声音。
至于古代琵琶的乐谱，有敦煌文献P.3808背面记载的10世纪以前的乐谱（共25首）。

#### 結構

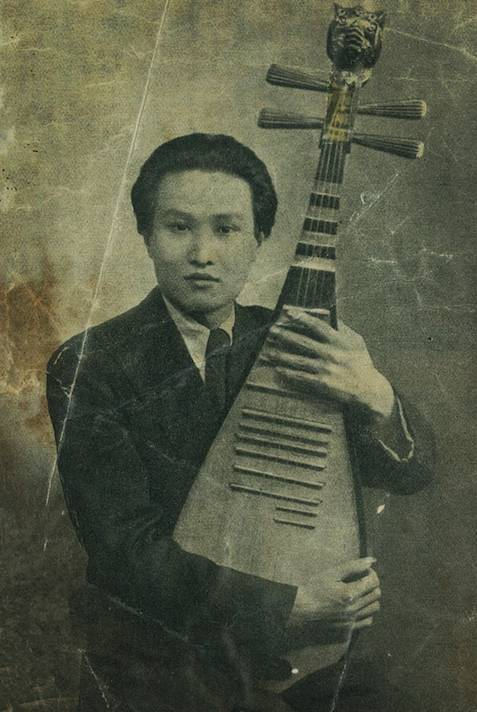
衛仲樂手抱四相十三品琵琶

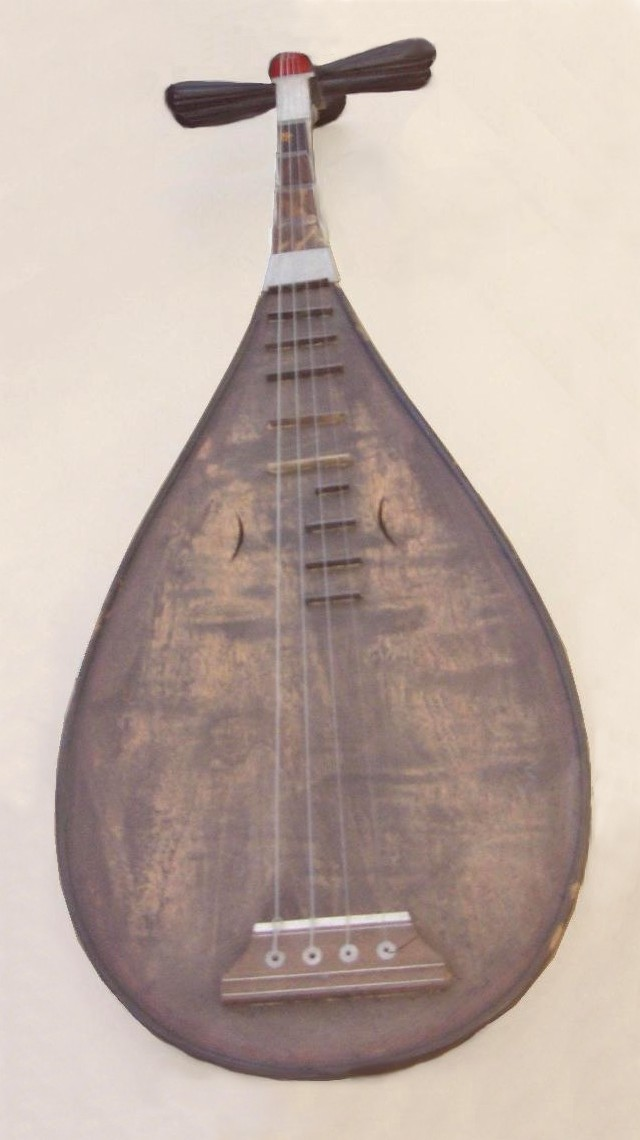
南管琵琶

現在稱為「琵琶」的主要是结合中国直項琵琶和西域曲項胡琵琶特點而成的中國式曲項琵琶，此琵琶在明朝時的形制就基本固定。
胡琵琶是最早傳入中國的曲項琵琶，但并不是所有的曲項琵琶都属于胡琵琶（也有直項琵琶，如日本正倉院存有的唐傳直項五弦琵琶），琴柄向後折曲，琴身作半梨形，是在魏晉南北朝時代從西域龜茲傳到中國北周。《隋書·音樂志》：「周武帝時有龜茲人，曰蘇祗婆，從突厥皇后入國，善胡琵琶，聽其所奏，一均之中，間有七聲」。當時琵琶的彈奏是橫抱，用撥子彈奏，彈奏的方式自由無拘束，就算是在馬背上也可以輕鬆撥彈，現時以中国南管琵琶與日本琵琶依然保留橫抱的彈奏方式。
到了魏晉南北朝，是個胡風東漸的時代，我們可以從當時的顏氏家訓中的一小段：「齊朝一士大夫有一兒年十七，頗曉書疏，教其鮮卑語及彈琵琶。」略窺當年學習琵琶的風潮。這個時代琵琶用途上主要是作為伴奏的樂器。《隋書·音樂志》：「龜茲國……其歌曲有《善善摩尼》，解曲有《婆伽兒》，舞曲有《小天》，又有《疏勒鹽》。
原藏於敦煌莫高窟的唐代《敦煌琵琶譜》（公元933 年），顯示唐朝時琵琶在中國有重大發展，在李唐皇室的統治下，琵琶是當時熱門的樂器，在各種節慶、舞蹈等節目，都需要琵琶的伴奏來助興。當時後來中國琵琶亦分為多個派別，彈奏方式也變為直抱、以戴上假指甲的手指彈奏。惟有福建南音（泉州南音）的琵琶，至今仍然是橫抱撥彈。
古代琵琶曾有四相13品、14品、15品等，現已增加到六相18品、24品、26品、28品或30品，按12平均律排列，六相二十八品的琵琶為音域A－g3。常用技巧右手有彈、挑、夾彈、滾、雙彈、雙挑、分、勾、抹，摭、扣、拂、掃，輪、半輪等指法，左手有揉、吟、帶起、捺打、虛按、絞弦、泛音、推、挽、綽、注等技巧。可演奏多種和音、和弦。著名樂曲有《十面埋伏》、《霸王卸甲》、《潯陽月夜》、《陽春白雪》、《昭君出塞》、《大浪淘沙》等。

#### 定弦
一般常用的定弦方法，由纏弦到子弦依次為「Adea」。也有依曲子改變其定絃，如劉德海編曲的〈瀏陽河〉，其定絃為Gdea；吳俊生作曲的〈火把節之夜〉，定絃則為#FBea。
| 曲目                      | 定弦（缠老中子） |
| ------------------------- | ---------------- |
| 常用定弦                  | Adea             |
| 《浏阳河》 刘德海编曲     | Gdea             |
| 《火把节之夜》 吴俊生作曲 | #FBea            |
| 《浦东派霸王卸甲》        | ABea             |
| 《浦东派海青拿天鹅》      | ABea             |
| 《浦东派将军令》          | ABee             |

### 朝鮮
朝鮮亦把短頸魯特琴族彈撥樂器稱為琵琶，當時的琵琶是直頸的。後來新羅從中國唐朝的傳入唐式琵琶，為了區別，把之前已有的琵琶稱為「鄉琵琶」（향비파），把傳入的唐式琵琶稱為「唐琵琶」（당비파，)。據《三國史記》載，新羅樂中，玄琴、伽倻琴、琵琶三種絃樂器與大笒、中笒、小笒三種管樂器合稱為「三弦三竹」（삼현삼죽）。當時的琵琶以玳瑁製的撥子彈奏。

### 日本

#### 日本琵琶

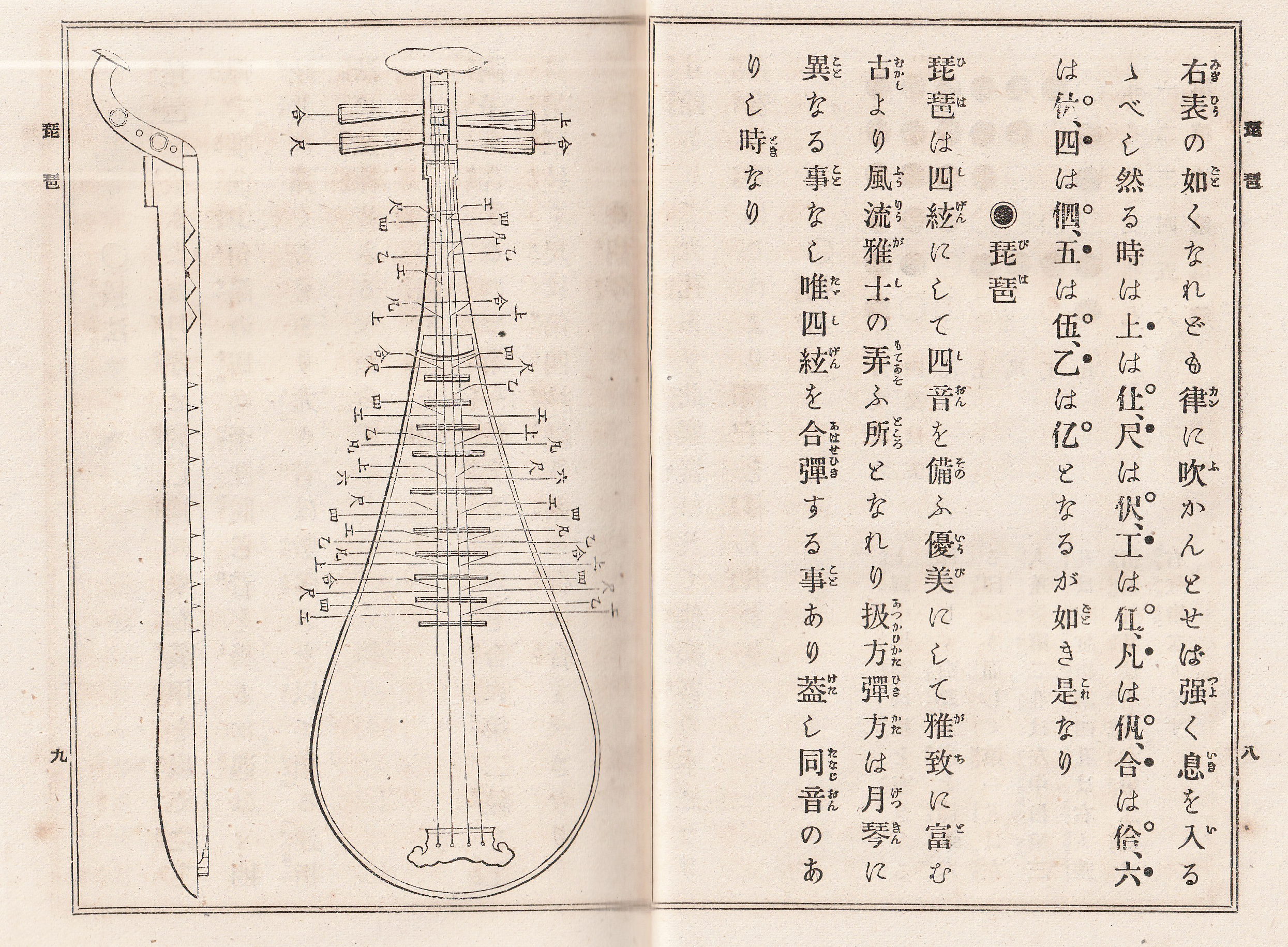
江戶時代的唐琵琶

日本在飛鳥時代從中國唐朝傳入五弦琵琶，到奈良時代又傳入四弦琵琶。五弦琵琶到平安時代初期仍在使用，四弦琵琶被日本人稱為「樂琵琶」，是日本雅樂樂器之一。以半開扇形的撥子彈奏。後來又發展出平家琵琶、盲僧琵琶、唐琵琶、薩摩琵琶、筑前琵琶等種類。

#### 琉球琵琶
琉球琵琶由來自中國福建的閩人三十六姓傳入，具有福建南管琵琶的特徵如細頸、四相九品、鳳眼，亦有與日本琵琶的特點，有四相，琴身圓如橫筒，在腹部的面板上設有九品，相當低，五品長、四品短，用手指彈奏。特點在於腹中有響線，搖動琴身時鏗然有聲

### 越南
四弦、十多个柱的琵琶大约在明代传入越南，被称为「弹四弦」，常用於雅樂，直抱彈奏，用左手手指频繁变换音调。

## 製造材料
琵琶的材料有：
1. 琴头和背板使用质地坚硬的老红木、紫檀木、红木、花梨木或色木等较硬的杂木。
2. 面板主要使用梧桐木。
3. 覆手（縛手）主要以硬木、竹材製作。

## 外部連結
[在维基数据编辑]
 《欽定古今圖書集成·經濟彙編·樂律典·琵琶部》，出自陈梦雷《古今圖書集成》